# Urcuit
Urcuit (baskisch Urketa) ist eine französische Gemeinde mit 3006 Einwohnern (Stand: 1. Januar 2022) im Département Pyrénées-Atlantiques in der Region Nouvelle-Aquitaine. Urcuit gehört zum Arrondissement Bayonne und zum Kanton Nive-Adour. Die Einwohner werden Urcuitois genannt.

## Geografie
Urcuit liegt etwa zehn Kilometer östlich von Bayonne an der Mündung des Ardanavy in den Adour. Umgeben wird Urcuit von den Nachbargemeinden Saint-Martin-de-Seignanx im Norden und Nordwesten, Saint-Barthélemy im Nordosten, Urt im Osten, Briscous im Süden und Südosten, Mouguerre im Südwesten sowie Lahonce im Westen.

## Bevölkerungsentwicklung
| Jahr      | 1962 | 1968 | 1975 | 1982  | 1990  | 1999  | 2006  | 2012  | 2018  |
| --------- | ---- | ---- | ---- | ----- | ----- | ----- | ----- | ----- | ----- |
| Einwohner | 769  | 749  | 882  | 1.329 | 1.688 | 1.796 | 2.053 | 2.326 | 2.606 |

## Sehenswürdigkeiten

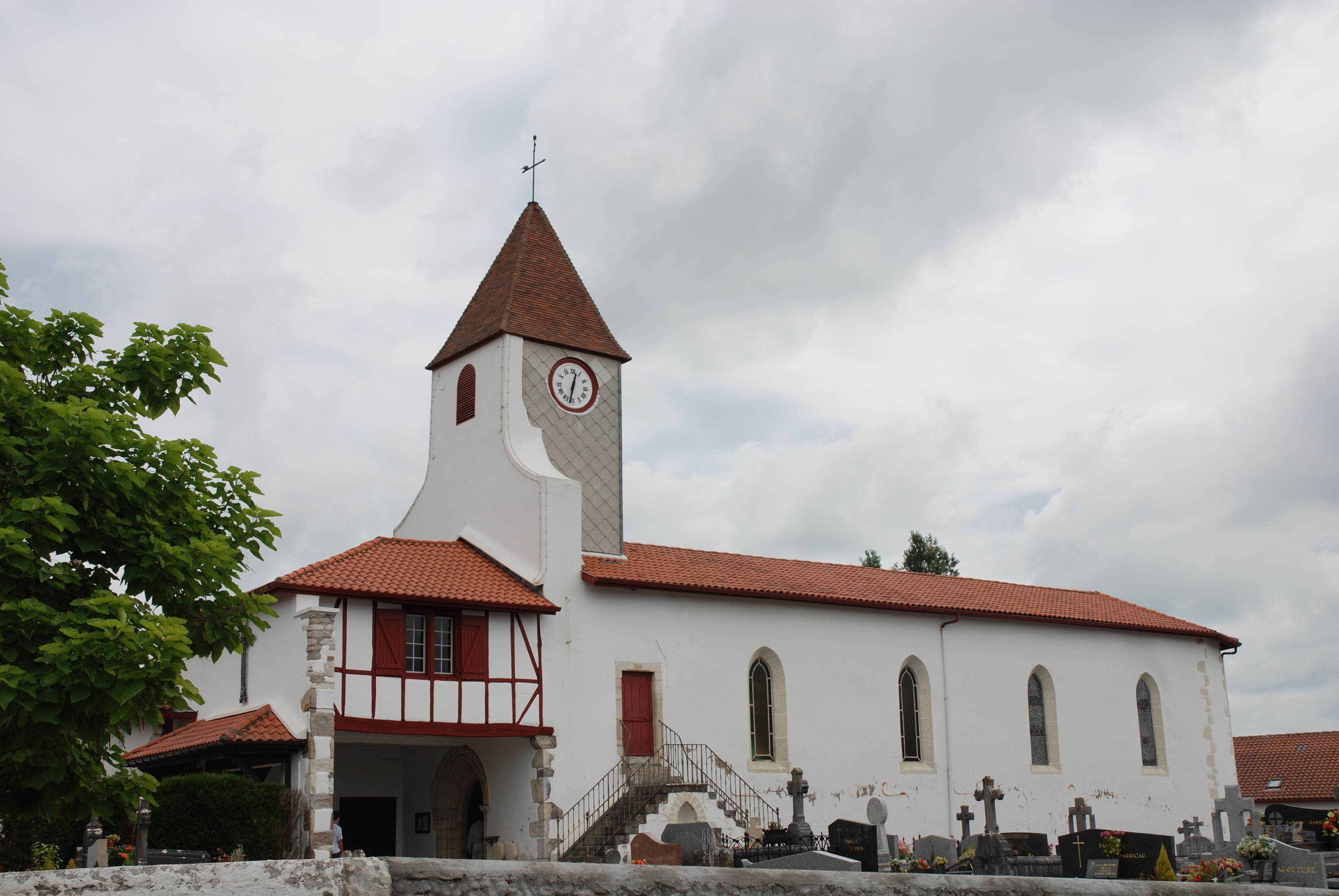
Kirche Saint-Étienne

- Kirche Saint-Étienne aus dem Jahre 1866
- Grabstelen aus dem 17. Jahrhundert

## Gemeindepartnerschaft
Mit der französischen Gemeinde Genillé im Département Indre-et-Loire besteht seit 1998 eine Partnerschaft.